# 비상제동

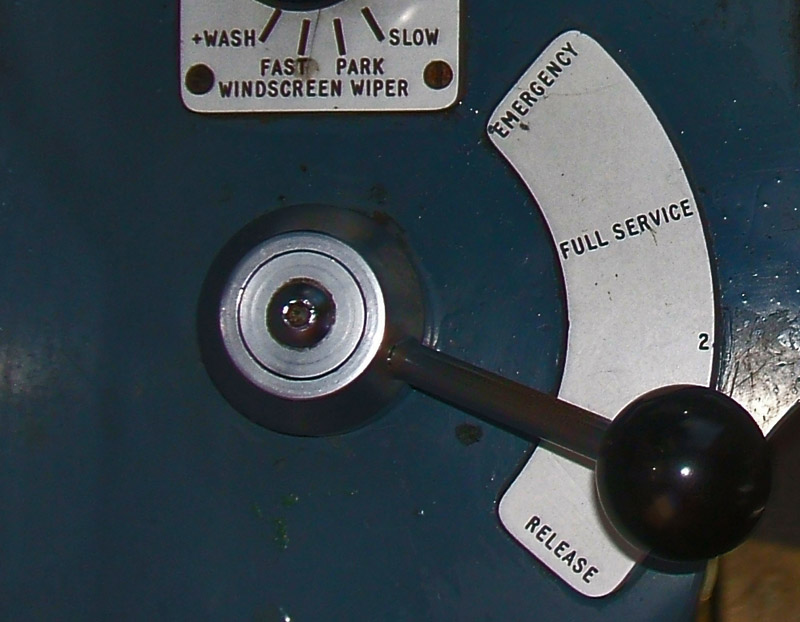
드라이버의 브레이크 핸들

비상제동(非常制動, Emergency Brake)은 철도차량에 사고 등의 긴급사태가 발생했을 때 사용하는 제동방식이다. 대부분 상용제동보다 강력하게 제동한다.

## 사용하는 경우
- 사고 등에 의해 긴급히 정차해야 하는 경우
- 사용하는 운전대를 바꾸는 경우(차량에 따라서 상용최대제동을 사용하는 경우도 있다)
- 연결·해결(解結)시

## 비상제동에 의한 동작
제동장치로 전기와 공기를 병용하는 차량에서는, 전기제동을 정지하고 공기제동을 사용해 정차시킨다.
자동공기제동(전자직통제동으로 비상제동만 자동공기제동인 차량도 포함)방식 차량에서는 제동관의 압력을 없애는 것으로 작동한다. 이 때, 다시 제동을 풀려면 제동관을 가압해야 하기 때문에 긴 시간을 필요로 한다.

## 같이 보기
- 에어브레이크
- 주차 브레이크